# Torchwood
Torchwood là một chương trình truyền hình viễn tưởng của Anh được tạo ra bởi Russel T Davies, một chương trình ăn theo của show truyền hình Doctor Who (2005), được lên sóng trong 4 mùa từ 2006 đến 2011. Bộ phim được chuyển kênh phát sóng theo từng mùa để phản ánh sự phát triển của khán giả chuyển từ kênh BBC Three sang BBC Two sang BBC One và cuối cùng nhận được hỗ trợ tài chính từ Hoa Kỳ cho mùa thứ tư khi nó trở thành một sản phẩm hợp tác giữa đài BBC One và Starz. Torchwood nhắm đến đối tượng là người trưởng thành và thanh thiếu niên, khác với đối tượng khán giả hướng đến của Doctor Who là cả người lớn và trẻ em. Ngoài khoa học viễn tưởng, bộ phim còn khai thác nhiều chủ đề khác như chủ nghĩa hiện sinh, đồng tính, lưỡng tính và sự tha hóa của con người.
Torchwood theo chân hành trình khám phá của một nhóm các thợ săn người ngoài hành tinh, người đã tạo nên căn cứ Cardiff, Viện Torchwood chủ yếu đối mặt với các biến cố có liên quan đến các thực thể ngoài Trái Đất. Nhân vật trung tâm của bộ phim là đội trưởng Jack Harkness (John Barrowman) một tay ma cô bất tử đến từ tương lai; Jack đầu tiên xuất hiện trong phần phim 2005 của Doctor Who. Dàn diễn viên ban đầu của bọ phim gồm Gareth David-Lloyd, Burn Gorman, Naoko Mori và Eve Myles. Những nhân vật này đều là các chuyên gia của đội Torchwood, thường xuyên truy lùng người ngoài hành tinh và bảo vệ Trái Đất khỏi mối đe dọa từ người ngoài hành tinh và những con người bất chính. Trong 2 phần đầu bộ phim chủ yếu lấy vết nứt thời gian tại Cardiff để tạo cốt truyện, giải thích cho việc người ngoài hành tinh xuất hiện nhiều tại Cardiff. Trong các phần phim ba và bốn Torchwood hoạt động như một tổ chức lưu vong. Nhân vật của Gorman và Mori được loại khỏi mạch truyện trong cuối phần hai. Nhân vật của Kai Owen được trở thành nhân vật chính trong phần phim thứ ba, cũng do David-Lloyd viết kịch bản. Sau đó,các diễn viên Mỹ, Mekhi Phifer, Alexa Havins, và Bill Pullman cũng xuất hiện trong phần bốn.
Phần đầu tiên lần đầu phát sóng trên BBC Three và BBC HD vào năm 2006 để nhận đánh giá, nhưng tỉ suất lượt xem đã phá vỡ kỉ lục của kênh truyền hình số. Bộ phim trở lại và năm 2008 và được lên sóng trên kênh BBC Two, và nhận được ngân sách cao hơn, với tông màu không đều, là một lời chỉ trích từ ngay phần một, nhanh chóng dịu đi và bộ pim nhận được tỉ suất người xem cao hơn và những đánh giá tích cực hơn. Phần phim thứ ba được thực hiện với ngân sách cao hơn nữa và được chuyển sang đài BBC One trong một serie 5 tập tựa đề "Torchwood: những đứa con của Trái Đất". Mặc dù "Những đứa con của Trái Đất" được phát sóng liên tục trong 5 đêm giữa tuần, bộ phim vẫn nhận được tỉ suất cao tại Anh Và cả nước ngoài. Mùa thứ tư được đồng sản xuất bởi BBC Whale, BBC Worldwide, và kênh truyền hình trả tiền Starz của Hoa Kỳ lên sóng trong năm 2011 với tựa đề "Torchwood: Ngày kỳ tích". Được đặt cả tại xứ Wales và Hoa Kỳ Ngày kỳ tích bị đánh gia kem hơn hai series trước mặc dù vẫn được tán dương nhờ tham vọng của nó. Vào tháng 10 năm 2012, Davies thông báo rằng do lý do cá nhân bọ phim sẽ đi vào tình trạng gián đoạn vô thời hạn.
Cả bốn phần phim đều được phủ sóng tại châu Á, Úc, New Zealand, châu Âu, và Bắc Mỹ. Sở hữu sự nổi tiếng từ sớm của Torchwood, nhiều loại hình giải trí đã được sản xuất, bao gồm truyện audio, tiểu thuyết và truyện tranh. Ngay từ đầu, BBC đã đầu tư một khoản lơn cho sự hiện diện của bộ phim. với một trò chơi thực tại thay thế chạy song song với hai phần đầu cả bộ phim, và một chương trình hoạt hình trên web chạy song song với mùa thứ tư. Đài BBC tiếp tục chấp thuận cấp pháp cho một các bộ phim ăn theo khác sau kết thúc của Torchwood bao gồm cả loại chương trình truyện audio của Big Finish Productions.